# Atractotomus acaciae
Atractotomus acaciae är en insektsart som beskrevs av Knight 1925. Atractotomus acaciae ingår i släktet Atractotomus och familjen ängsskinnbaggar. Inga underarter finns listade i Catalogue of Life.